# جيمس يتبريد لي جلايشر
جيمس يتبريد لي جلايشر (بالإنجليزية: James Whitbread Lee Glaisher )‏ (و. 1848 – 1928 م) هو رياضياتي، وعالم فلك من المملكة المتحدة . ولد في كنت . وكان عضواً في الجمعية الملكية .
توفي في كامبريدج، عن عمر يناهز 80 عاماً.

## التعليم
تعلم في كلية الثالوث، كامبريدج، ومدرسة القديس بولس ‏

## جوائز
حصل على جوائز منها:
- ميدالية دو مورغان (1908)
- زميل في الجمعية الملكية.